# تيريزا غارسيا سينا
تيريزا غارسيا سينا (فالنسيا، 26 مارس 1977) سياسية إسبانية تنتمي إلى حزب الشعب المعارض الرئيسي.
غارسيا حاصلة على شهادة جامعية في القانون وعملت مستشارًا قانونيًا لمجلس إدارة الإدارة الإقليمية في منطقة بلنسية. بالنسبة لانتخابات عام 2008 تم وضعها في المرتبة العاشرة على قائمة حزب الشعب للكونغرس الإسباني لنواب منطقة فالنسيا حيث فاز حزب الشعب بثمانية مقاعد في الانتخابات السابقة. على الرغم من أن حزب الشعب قد حصل على مقعد إلا أن غارسيا فشلت في البداية في أن يتم انتخابها. ومع ذلك وكبديل أول دخلت الكونجرس في 14 أكتوبر 2008 لتحل محل ماريا خوسيه كاتالا.